# Pahlen
Pahlen ist eine Gemeinde im Kreis Dithmarschen in Schleswig-Holstein.

## Geografie

### Geografische Lage
Das Gemeindegebiet von Pahlen erstreckt sich im Norden vom Naturraum Heide-Itzehoer Geest am Flusslauf der Eider. Die nördliche Gemeindegrenze verläuft längsseits im Flussbett.

### Gemeindegliederung
Neben der Dorflage gleichen Namens, einem Kirchdorf, befinden sich auch die Häusergruppen Pahlhude und Klumpen im Gemeindegebiet.

### Nachbargemeinden
Direkt angrenzende Gemeindegebiet von Pahlen sind:
| Wallen     | Erfde (Kreis Schleswig-Flensburg)           | Tielen (Kreis Schleswig-Flensburg) |
|            | Kompassrose, die auf Nachbargemeinden zeigt | Tielenhemme                        |
| Schalkholz | Hövede                                      | Dörpling                           |

## Geschichte
Im frühen Mittelalter sollte Pahlen Bischofssitz werden. Adam von Bremen berichtet um 1065 in seinen Gesta Hammaburgensis ecclesiae pontificum, dass der erste von zwölf Bischöfen, die der Hamburger Erzbischof Adalbert von Bremen aussandte, nach Palmis an der Eidermündung, wie Pahlen früher hieß, geschickt werden sollte. Dieser sollte dort für die Westküste zuständig sein.
Die Tielenburg, eine mittelalterliche Wehranlage, liegt im heutigen Gemeindegebiet.
Von 1905 bis 1937 bestand im Ort Pahlhude Anschluss an das Eisenbahnnetz der Kreisbahn Norderdithmarschen.
Am 1. April 1934 wurde die Kirchspielslandgemeinde Tellingstedt aufgelöst. Alle ihre Dorfschaften, Dorfgemeinden und Bauerschaften wurden zu selbständigen Gemeinden/Landgemeinden, so auch Pahlen.

## Politik

### Gemeindevertretung
Bei der Kommunalwahl am 14. Mai 2023 wurden insgesamt elf Sitze vergeben. Von diesen erhielt die CDU sechs Sitze und die Wählergemeinschaft Pahlen fünf Sitze.

### Wappen
Blasonierung: „Von Grün und Blau durch einen schmalen silbernen Wellenbalken gesenkt geteilt. Oben drei schwebende goldene abgerundete Pfähle, der mittlere verkürzt, über diesem ein natürlich tingierter Kiebitz, unten ein silbernes Boot.“

## Kultur und Sehenswürdigkeiten
In der Liste der Kulturdenkmale in Pahlen stehen die in der Denkmalliste des Landes Schleswig-Holstein eingetragenen Kulturdenkmale.

## Wirtschaft und Infrastruktur

### Wirtschaftsstruktur

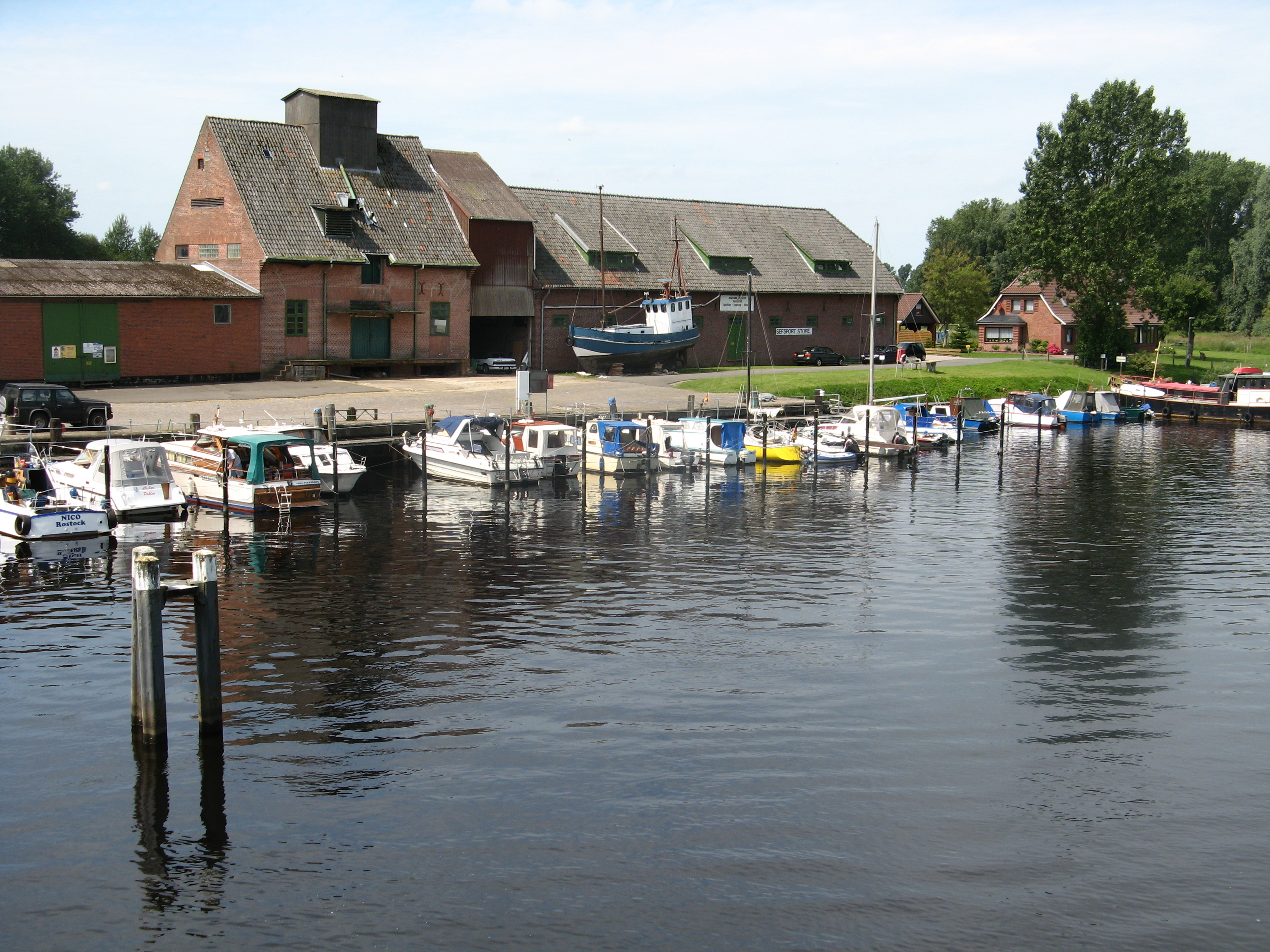
Eiderhafen

Die Wirtschaftsstruktur von Pahlen ist überwiegend von der Urproduktion der Landwirtschaft geprägt. Es dominiert die Spezialisierung auf die Milchwirtschaft. Daneben bestehen im Ort günstige Voraussetzungen für den Fremdenverkehr. Die touristische Infrastruktur zeigt sich primär am Flusslauf der Eider mit seinen beiden Sportboothäfen (Westhafen und Sportboothafen Pahlen). Der Ort profitiert auch durch die vergleichsweise günstige ländliche Straßenanbindung in die benachbarten zentralen Orte Heide, Husum und Rendsburg. Seit 2012 besteht zudem im Ort eine Kanu-Einsatzstelle, die es ermöglicht, die umliegende Gegend mittels Kanu vom Fluss aus zu erkunden. Der Fahrradtourismus wird befördert durch die Fahrradroute vom Eider-Treene-Sorge-Radweg, die durch das Gemeindegebiet führt.
Überregionale Bekanntheit besitzt die Gemeinde als Ort des Pahlazzo. Mit der angeschlossenen Eiderlandhalle ist es eine der größten Diskotheken in Schleswig-Holstein.

### Verkehrsanbindung
Durch das Gemeindegebiet von Pahlen führt die schleswig-holsteinische Landesstraße 172. Sie zweigt in Erfde von der Bundesstraße 202 ab. Die Klappbrücke Pahlen überspannt die Eider.

## Persönlichkeiten
- Hans Grohs (1892–1981), Maler und stellvertretender Direktor an der Nordischen Kunsthochschule in Bremen, wurde in Pahlen geboren.